# Uropoda castrii
Uropoda castrii es una especie de arácnido del orden Mesostigmata de la familia Uropodidae.

## Distribución geográfica
Se encuentra en Chile  y Brasil.